# Bulbophyllum trichochlamys
Bulbophyllum trichochlamys é uma espécie de orquídea (família Orchidaceae) pertencente ao gênero Bulbophyllum. Foi descrita por Joseph Marie Henry Alfred Perrier de la Bâthie em 1937.